# Primula nutantiflora
Primula nutantiflora är en viveväxtart som beskrevs av William Botting Hemsley. Primula nutantiflora ingår i släktet vivor, och familjen viveväxter. Inga underarter finns listade i Catalogue of Life.